# Zona d'anotació

Les dues zones d'anotació són les dels extrems amb color verd més fosc.

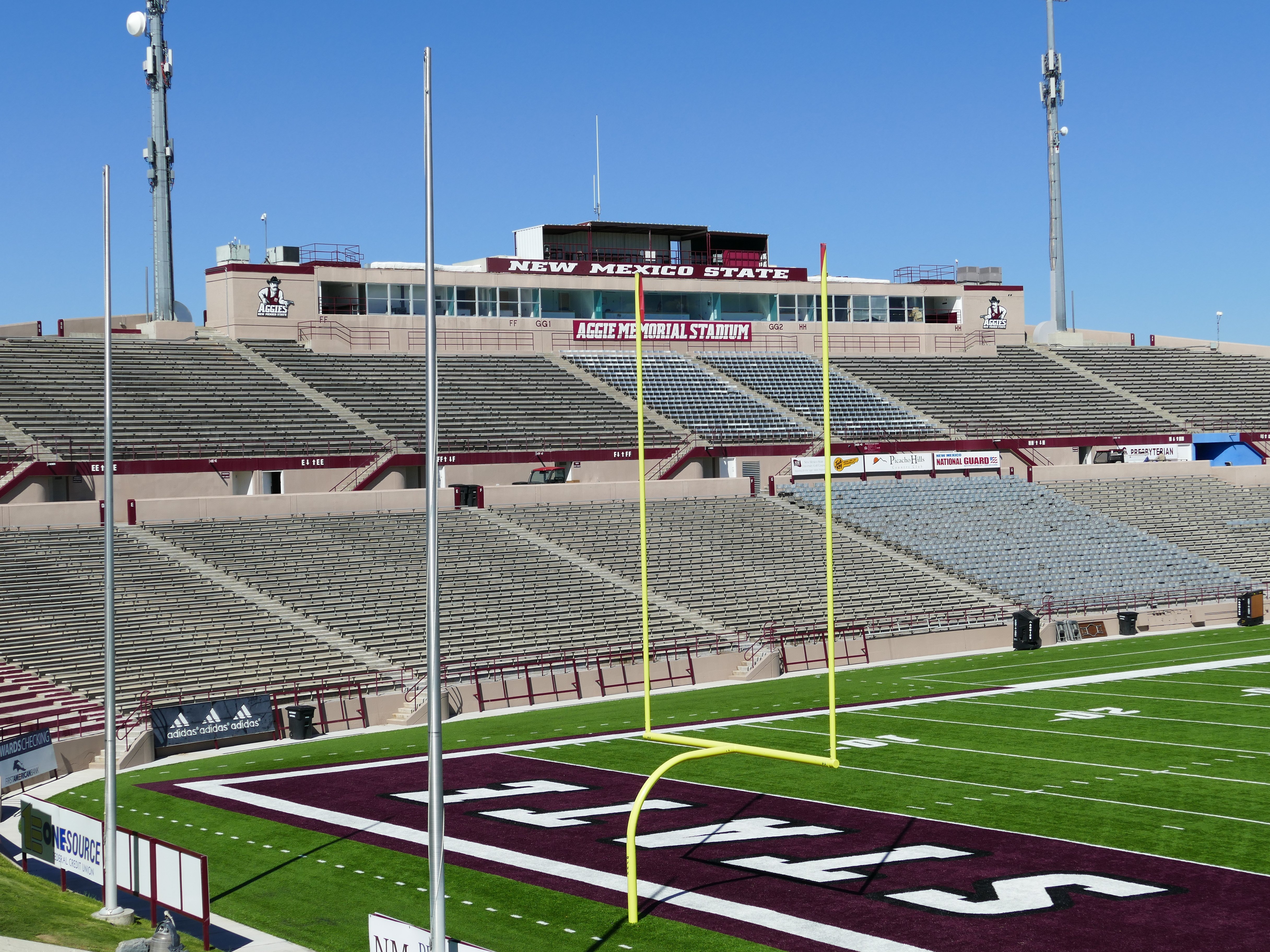
Zona d'anotació de l'estadi de la Universitat de Nou Mèxic, decorada amb els seus colors.

Zona d'anotació (en anglès end zone) en futbol americà, són les dues parts del camp de joc situades als extrems i on es produeixen les anotacions. Les dues tenen deu iardes de profunditat i estàn delimitades per la línia de gol, la línia de fons i, pels costats, per les línies de banda.
A la NFL la zona d'anotació té 10 iardes de profunditat per 54 d'amplada (9,14 per 49 metres) i està delimitada per les dues línies de banda (side lines en anglès), la línia de gol (goal line, que és la línia que separa la zona d'anotació del camp pròpiament dit) i la línia de fons (end line, que seria on acaba el camp de joc). Cal indicar que les línies de banda i la línia de fons no són considerades parts del camp de joc, fet que comporta que si un jugador les trepitja en una acció del joc, estarà cometent una infracció.
A la línia de fons es situen els pals (o porteria), que és l'estructura de tres barres en forma de U sostingudes per un pilar, i per on ha de passar la pilota per assolir l'anotació en els xut a pals.
La majoria d'equips decoren les zones d'anotació dels seus camps de joc pintant la superfície de la zona d'anotació amb el seu logo o el seu nom, o ambdues coses.